# Fohlenkommando
Fohlenkommando bezeichnet eine nur noch selten angewandte Erziehungsmethode für junge Pferde.

## Methode
Beim Fohlenkommando macht sich der Pferdelehrer den Umstand zunutze, dass Fohlen und jüngere Pferde den Drang haben, einem Anführer zu folgen. Üblicherweise wird die Position des Anführers von einem älteren Tier übernommen. Besteht eine Gruppe ausschließlich aus Jungtieren, so wird in der Regel das Pferd das Leittier, welches die Rolle zuerst übernimmt. Es ist also nicht die Stärke des Tieres, sondern einzig der frühe Zeitpunkt der „Machtergreifung“ entscheidend. Beim Fohlenkommando werden die Fohlen schon sehr früh vom Muttertier getrennt, und der menschliche Ausbilder übernimmt die Position des Leittieres. Somit kann er durch seine Autorität in der Gruppe in seinem Erziehungssinne auf die anderen Tiere einwirken. Das Problem beim Fohlenkommando besteht darin, dass jedes Fohlen auf die Übernahme des Kommandos unterschiedlich reagiert. Manche Tiere reagieren eher auf akustische, manche eher auf körperliche Einflussnahme. Der Ausbilder muss daher sein Auftreten gegenüber dem Fohlen kurzfristig ändern, wenn er merkt, dass die aktuelle Form der Einflussnahme nicht vom Tier angenommen wird.

## Geschichte
Das Fohlenkommando wurde Anfang des 20. Jahrhunderts entwickelt und hatte seine Blütezeit in den 1920er und 1930er Jahren. Danach ebbte seine Anwendung immer mehr ab, auch weil man das Trennen der Jungtiere von ihren Muttertieren als nicht artgerecht empfand. So lehnte Pferdeflüsterer Monty Roberts das Fohlenkommando durchweg ab. Jean Francois Pignon, ein französischer Pferdezüchter, versuchte Anfang der 1990er Jahre ein letztes Mal, das Fohlenkommando in einer neuen, tiergerechteren Form anzuwenden. Er gab sein Vorhaben aber auf, weil er merkte, dass ein Fohlenkommando in abgeschwächter Form kaum erfolgversprechend ist. Heutzutage gibt es keine bekannten Anwendungsfälle des Fohlenkommandos mehr, so dass auch das Wissen darüber stetig schwindet.